# 基娅拉·孔索利尼
基娅拉·孔索利尼（義大利語：Chiara Consolini，1988年5月20日—），意大利女子篮球运动员。她曾代表意大利参加2020年夏季奥林匹克运动会女子三对三篮球比赛，最终队伍获得第六名。